# 正田貞一郎

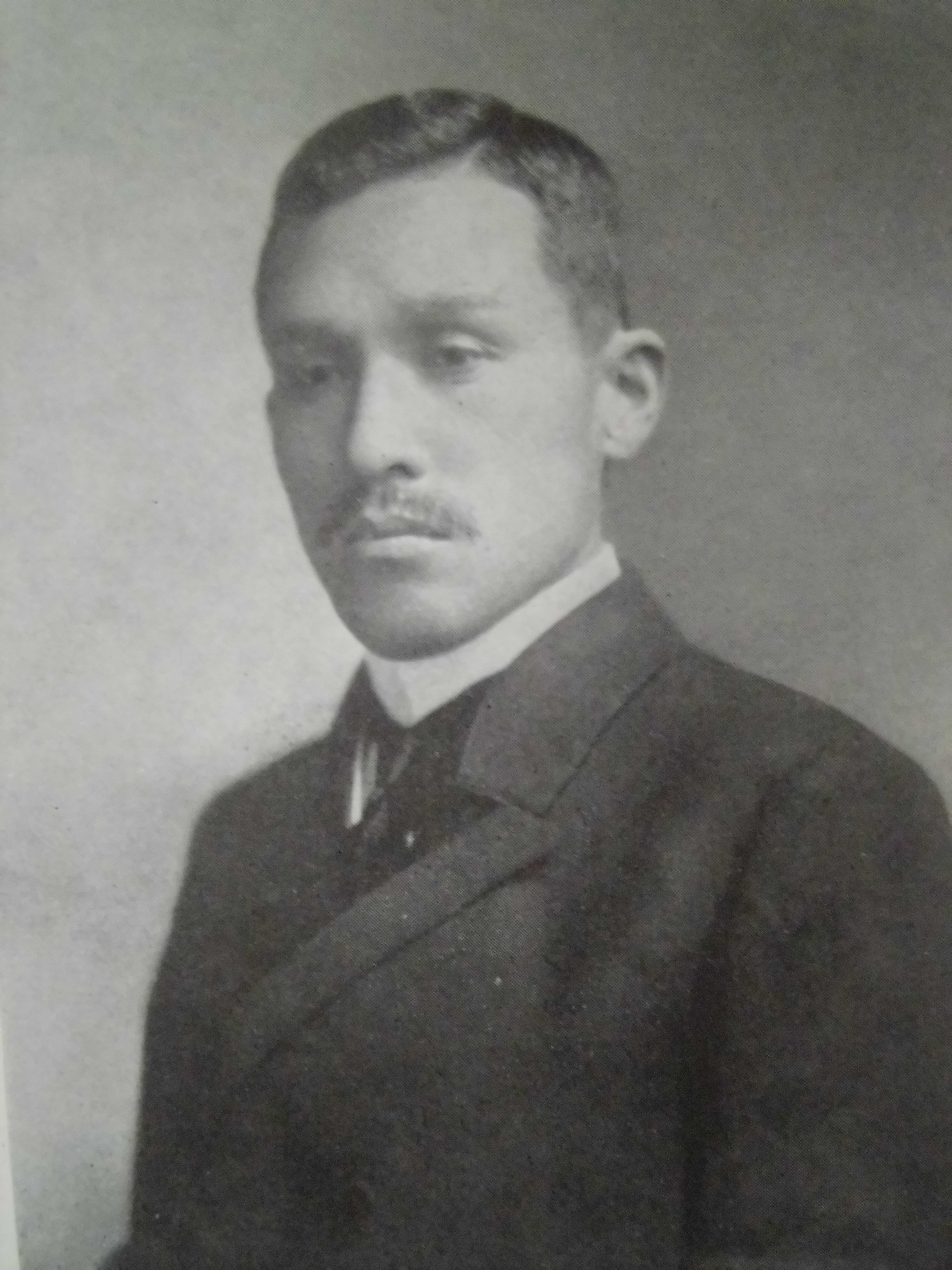
正田貞一郎

正田貞一郎（1870年3月29日（明治3年2月28天）－1961年（昭和36年）11月9日），日本企業家，擁有正五位品秩與勳三等勳章之榮譽。
曾任日清製粉社長、東武鐵道會長、如水會理事長及貴族院議員。亦為上皇后美智子之祖父、天皇德仁及秋篠宮文仁親王之外曾祖父。

## 生平
出生在群马县馆林市，家庭為經營名為「米文」之米問屋生意，自明治時代起參與酱油釀造事業 。負責在横滨进口米业务的父親正田作次郎，在其出生後次年，26岁即因風寒而死，故被由祖父带到養育長大。
1884（明治17年）前往东京，並在1887年（明治20年）入讀高等商業学校（现今一橋大學），開啟成為外交官抱负，但由於原先負擔家族企业管理之叔父突然去世，因此畢業後轉為繼承家族企业。1900年（明治33年）馆林製粉株式會社成立，擔任其專務。1907年（明治40年） 與日清製粉合并，馆林製粉之名僅保留於馆林市當地使用，並將总部遷移到东京，1924年（大正13年）擔任社長，後在1936年（昭和11年）成為會長主席，1949年（昭和24年）轉任董事。
1929年（昭和4年）在大日本麥酒公司的植村澄三郎投資下，建立东方酵母工业。此外， 1931年（昭和6年）日本营养食品（現今日本农产工业）及日清製丝厂（現今雅典娜製纸）成立。11年後任東武鐵道會長，事業發展迅速，但在1945年（昭和20年）5月的東京大轟炸中他失去負責擔任日本农產工业社長的四子正田順四郎。戰後在1946年（昭和21年）受敕書委任成為貴族院议员。1949年（昭和24年）在東京聖瑪利亞主教座堂受洗成為天主教徒，1959年（昭和34年）4月12日，出席孫女美智子與明仁親王結婚之宴會。

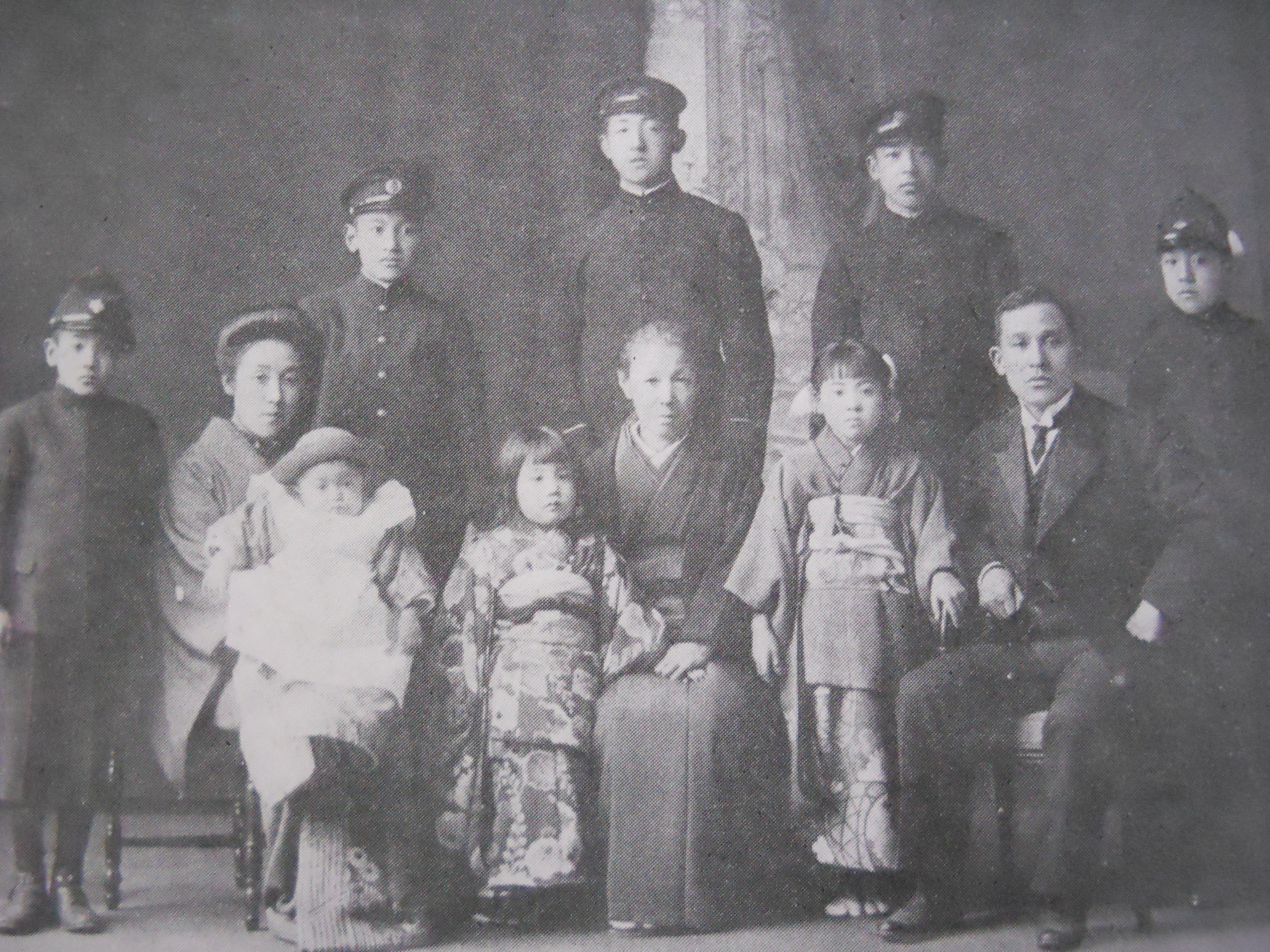
正田家家族
前排右起：正田貞一郎、二女勅子、母親幸、三女祐子、五男篤五郎、妻子きぬ、四男順四郎；後排右起三男英三郎 、長男明一郎、義弟卓治、二男建次郎

## 備註
1. ↑  "日本、创办现代化的企业家个人的名字典"302页。

## 外部連結
- 日清製粉株式会社 創業者 正田貞一郎 （页面存档备份，存于）
- 正田家系図 （页面存档备份，存于）
- 正田貞一郎の墓 （页面存档备份，存于）